# Thạnh Hòa, Cần Thơ
Thạnh Hòa là một xã thuộc thành phố Cần Thơ, Việt Nam.

## Địa lý
Xã Thạnh Hòa có vị trí địa lý:
- Phía đông giáp phường Đại Thành và các xã Đông Phước, Phú Hữu
- Phía tây giáp xã Tân Bình
- Phía nam giáp xã Phụng Hiệp
- Phía bắc giáp xã Thạnh Xuân.

Xã Thạnh Hòa có diện tích 81,36 km², dân số năm 2024 là 63.248 người, mật độ dân số đạt 777 người/km².

## Lịch sử
Ngày 20 tháng 9 năm 1975, Bộ Chính trị ban hành Nghị quyết số 245-NQ/TW về việc hợp nhất tỉnh Cần Thơ (ngoại trừ huyện Thốt Nốt), tỉnh Sóc Trăng, tỉnh Trà Vinh, tỉnh Vĩnh Long thành một tỉnh, tên gọi tỉnh mới cùng với nơi đặt tỉnh lỵ sẽ do địa phương đề nghị lên.
Ngày 20 tháng 12 năm 1975, Bộ Chính trị ban hành Nghị quyết số 19/NQ về việc hợp nhất tỉnh Cần Thơ (bao gồm cả huyện Thốt Nốt của tỉnh Long Xuyên), tỉnh Sóc Trăng thành một tỉnh mới, tên gọi tỉnh mới cùng với nơi đặt tỉnh lỵ sẽ do địa phương đề nghị lên.
Ngày 24 tháng 2 năm 1976, Chính phủ Cách mạng lâm thời Cộng hòa miền Nam Việt Nam ban hành Nghị định số 3/NQ/1976 về việc hợp nhất tỉnh Cần Thơ, tỉnh Sóc Trăng và thành phố Cần Thơ thành một tỉnh mới, lấy tên là tỉnh Hậu Giang.
Ngày 28 tháng 3 năm 1983, Hội đồng Bộ trưởng ban hành Quyết định số 21-HĐBT về việc:
- Chia xã Long Thạnh thuộc huyện Phụng Hiệp thành 3 xã: Long Thạnh, Tân Long, Thạnh Long.
- Chia xã Thạnh Hòa thuộc huyện Phụng Hiệp thành xã Tầm Vu và xã Thạnh Hòa.

Ngày 16 tháng 9 năm 1989, Hội đồng Bộ trưởng ban hành Quyết định số 128-HĐBT về việc:
- Sáp nhập xã Thạnh Long vào xã Tân Long.
- Sáp nhập xã Tầm Vu vào xã Thạnh Hòa.

Ngày 7 tháng 12 năm 1990, Ban Tổ chức – Cán bộ của Chính phủ ban hành Quyết định số 547/QĐ-TCCP về việc sáp nhập xã Tân Long vào xã Long Thạnh.
Ngày 26 tháng 12 năm 1991, Quốc hội ban hành Nghị quyết về việc chia tỉnh Hậu Giang thành tỉnh Cần Thơ và tỉnh Sóc Trăng.
Ngày 24 tháng 8 năm 1999, Chính phủ ban hành Nghị định số 80/1999/NĐ-CP về việc thành lập xã Tân Long thuộc huyện Phụng Hiệp trên cơ sở 2.172 ha diện tích tự nhiên và 15.799 nhân khẩu của xã Long Thạnh.
Sau khi điều chỉnh địa giới hành chính, xã Long Thạnh có 2.605 ha diện tích tự nhiên và 17.541 nhân khẩu.
Ngày 26 tháng 11 năm 2003, Quốc hội ban hành Nghị quyết số 22/2003/QH11 về việc chia tỉnh Cần Thơ thành thành phố Cần Thơ trực thuộc trung ương và tỉnh Hậu Giang.
Ngày 3 tháng 7 năm 2015, HĐND tỉnh Hậu Giang ban hành Nghị quyết số 05/2015/NQ-HĐND về việc:
- Thành lập ấp Nhất A thuộc xã Thạnh Hòa trên cơ sở điều chỉnh diện tích, dân số của ấp Nhất.
- Thành lập ấp Tầm Vu III thuộc xã Thạnh Hòa trên cơ sở điều chỉnh diện tích, dân số của ấp Tầm Vu II.

Ngày 18 tháng 9 năm 2020, UBND tỉnh Hậu Giang ban hành Quyết định số 1639/QĐ-UBND về việc công nhận đô thị Tân Long, huyện Phụng Hiệp là đô thị loại V.
Tính đến ngày 31/12/2024:
- Xã Long Thạnh có 10 ấp: Trường Khánh 1, Trường Khánh 2, Long Trường 1, Long Trường 2, Long Trường 3, Long Sơn 1, Long Sơn 2, Long Hòa A1, Long Hòa A2, Long Hòa B.
- Xã Tân Long có 8 ấp: Thạnh Lợi A1, Thạnh Lợi A2, Thạnh Lợi B, Thạnh Lợi C, Phụng Sơn, Phụng Sơn A, Phụng Sơn B, Long Phụng.
- Xã Thạnh Hòa được chia thành 10 ấp: I, IA, II, III, IV, Phú Khởi, Phú Xuân, Tầm Vu I, Tầm Vu II, Tầm Vu III.

Ngày 12 tháng 6 năm 2025, Quốc hội ban hành Nghị quyết số 202/2025/QH15 về việc sắp xếp đơn vị hành chính cấp tỉnh (nghị quyết có hiệu lực từ ngày 12 tháng 6 năm 2025). Theo đó, sáp nhập tỉnh Hậu Giang và tỉnh Sóc Trăng vào thành phố Cần Thơ.
Ngày 16 tháng 6 năm 2025:
- Quốc hội ban hành Nghị quyết số 203/2025/QH15[15] về việc Sửa đổi, bổ sung một số điều của Hiến pháp nước Cộng hòa xã hội chủ nghĩa Việt Nam. Theo đó, kết thúc hoạt động của đơn vị hành chính cấp huyện trong cả nước từ ngày 1 tháng 7 năm 2025.
- Ủy ban Thường vụ Quốc hội ban hành Nghị quyết số 1668/NQ-UBTVQH15[16] về việc sắp xếp các đơn vị hành chính cấp xã của thành phố Cần Thơ năm 2025 (nghị quyết có hiệu lực từ ngày 16 tháng 6 năm 2025). Theo đó, sáp nhập toàn bộ 25,74 km² diện tích tự nhiên, quy mô dân số là 21.666 người của xã Long Thạnh và toàn bộ 22,11 km² diện tích tự nhiên, quy mô dân số là 19.035 người của xã Tân Long vào toàn bộ 33,51 km² diện tích tự nhiên, quy mô dân số là 22.547 người của xã Thạnh Hòa thuộc huyện Phụng Hiệp, tỉnh Hậu Giang.

Xã Thạnh Hòa có 81,36 km² diện tích tự nhiên và quy mô dân số là 63.248 người.

## Du lịch
Vườn tre Tư Sang tọa lạc ấp Phú Xuân.